# Руско-турска война (1710 – 1713)
Прутската война, или Прутски поход, е част от Руско-турските войни, водена през 1711 г. Предизвикана от шведския крал Карл XII, тя се развива в контекста на Великата северна война (1699 – 1721).

## Предистория
Когато след поражението си при Полтава шведският крал Карл XII се спасява в Бендер на османска територия, той започва да влияе на везирите и на султан Ахмед III, като им представя картина на преувеличена руска заплаха. Грубото искане на руския посланик да бъдат екстрадирани крал Карл XII и украинският хетман Иван Мазепа само потвърждава шведските уверения.
През януари 1710 г. способният полски дипломат на шведска служба Станислав Понятовски успява да спечели надмощие в двора на султана и да прати главния си съперник в затвора. Царят на Русия Петър I решава да поеме инициативата и, докато е все още пресен споменът за победата над шведите, да нахлуе в Османската империя, да предизвика въстания на местните християнски народи, евентуално да залови Карл XII и да се разправи с него.

## Походът
Когато на 19 март 1711 г. Петър I обявява свещена война на исляма, в османската столица надмощие печели военната групировка на великия везир Балтаджи Мехмед и еничарите. Руският фелдмаршал граф Борис Шереметев с цар Петър I довеждат своите 38 000 души до река Прут, където на 11 август са обкръжени от 190 000 турци с 300 оръдия.
Положението на русите е отчайващо – имат провизии и муниции само за 3 дни. Условията, които Петър I е готов да приеме, са впечатляващи – да върне Прибалтика (без Санкт Петербург) на Швеция, да запази Станислав Лешчински на полския трон и да върне Азов, само армията му да бъде запазена непокътната. Балтаджи Мехмед се оказва далеч по-скромен и за удивление на русите иска само русите да върнат Азов на империята, да разрушат черноморските си крепости и кораби и да изтеглят войските си от Полша.
На същия ден на мястото на събитието пристига Карл XII с мащабни идеи за смазването на Русия. Сключването на примирие на 12 август го разгневява, но не успява да промени решението на везира. Борбата му за хвърлянето на Османската империя във война с Русия продължава още 2 години, поради което окончателният мир е подписан едва на 16 юли 1713 г. в Новия дворец в Одрин.